# Nikita Uggla
Nikita Uggla   (Kivik, 14 d'abril de 2001), de nom complet Astrid Johanna Uggla Fredriksson, és una actriu sueca.
Va créixer a la vila de Kivik. A deu anys va iniciar-se en la interpretació al teatre i després va estudiar un curs d'estètica a l'institut Nova Academy de Simrishamn. Va debutar a la sèrie de Netflix Young Royals el 2021 amb el rol de Felice, mercès al qual va saltar a la fama internacionalment.